# Osteocephalus verruciger
A Osteocephalus verruciger a kétéltűek (Amphibia) osztályának békák (Anura) rendjébe és a levelibéka-félék (Hylidae) családjába tartozó faj.

## Előfordulása
A faj Kolumbiában és Ecuadorban él. Természetes élőhelye a szubtrópusi vagy trópusi nedves síkvidéki erdők, szubtrópusi vagy trópusi nedves hegyvidéki erdők, folyók, időszaki édesvizű mocsarak, kertek, leupsztult erdők.